# Hierarchie královských a vévodských titulů
Hierarchie královských a vévodských titulů byla stanovené pořadí postavení vládnoucích panovníků, které mělo zabránit nežádoucím neporozuměním a konfliktům nejen při audiencích, ceremoniích a slavnostech. Byla stanovena z popudu papeže Julia II. (216. papežem v letech 1503–1513) v roce 1504, aby jasně určila, který vyslanec vstoupí před jiným, kdo kdy promluví, kdo bude sedět vedle koho a podobně. Tento pořadník byl závazný pouze v Papežském státě a byl dokonce odmítnut římským císařem. Seznam byl sporný také poté, co někteří panovníci odešli v období reformace z lůna římskokatolické církve.

## Pořadí přednosti titulů
| Pořadí | Latinsky                                          | Česky                                                  | Nové pořadí | Po úpravě                             |
| ------ | ------------------------------------------------- | ------------------------------------------------------ | ----------- | ------------------------------------- |
| 1.     | Imperator                                         | císař římský                                           | 1.          | císař římský                          |
| 2.     | Rex Romanorum                                     | král římský                                            | 2.          | král římský                           |
| 3.     | Rex Franciae                                      | král francouzský                                       | 3.          | král francouzský                      |
| 4.     | Rex Hispaniae                                     | král španělský                                         | 4.          | král španělský                        |
| 5.     | Rex Aragoniae                                     | král aragonský                                         | 5.          | král aragonský                        |
| 6.     | Rex Portugalliae                                  | král portugalský                                       | 6.          | král portugalský                      |
| 7.     | Rex Angliae (discors cum tribus predictis)        | král anglický                                          | 7.          | král anglický                         |
| 8.     | Rex Siciliae (contendit cum Rege Portugalliae)    | král sicilský                                          | 8.          | král skotský                          |
| 9.     | Rex Scotiae                                       | král skotský                                           | 9.          | král sicilský                         |
| 10.    | Rex Ungariae (fuit questio anno 1487)             | král uherský                                           | 10.         | král uherský                          |
| 11.    | Rex Cipri                                         | král kyperský                                          | 11.         | král kyperský                         |
| 12.    | Rex Bohemiae                                      | král český                                             | 12.         | král český                            |
| 13.    | Rex Poloniae                                      | král polský                                            | 13.         | král polský                           |
| 14.    | Rex Daciae                                        | král dánský                                            | 14.         | král dánský                           |
| 15.    | Dux Britannie                                     | vévoda bretaňský                                       | 15.         | republika benátská                    |
| 16.    | Dux Burgundiae                                    | vévoda burgundský                                      | 16.         | vévoda bretaňský                      |
| 17.    | Dux Bavariae, comes Palatinus                     | vévoda bavorský, falckrabě rýnský                      | 17.         | vévoda burgundský                     |
| 18.    | Dux Saxoniae                                      | vévoda saský                                           | 18.         | falckrabě rýnský                      |
| 19.    | Marchio Brandenburgensis                          | markrabě braniborský                                   | 19.         | kurfiřt saský                         |
| 20.    | Dux Sabaudiae                                     | vévoda savojský                                        | 20.         | markrabě braniborský                  |
| 21.    | Dux Mediolanensis                                 | vévoda milánský                                        | 21.         | arcivévoda rakouský                   |
| 22.    | Dux Venetiarum                                    | dóže benátský                                          | 22.         | vévoda savojský                       |
| 23.    | Duces Bavariae                                    | vévodové bavorští                                      | 23.         | velkovévoda toskánský                 |
| 24.    | Duces Franciae, Rothoringi, Borboniae, Aurelianen | vévodové francouzští, lotrinští, bourbonští, orleánští | 24.         | vévoda milánský                       |
| 25.    | Dux Januensis                                     | vévoda janovský                                        | 25.         | vévoda bavorský                       |
| 26.    | Dux Ferrariensis                                  | vévoda ferrarský                                       | 26.         | vévoda lotrinský                      |
|        |                                                   |                                                        | 27.         | další italská knížata                 |
|        |                                                   |                                                        | 28.         | římské rodiny Colonna a Orsini        |
|        |                                                   |                                                        | 29.         | papežův synovec                       |
|        |                                                   |                                                        | 30.         | města Bologna a Ferrara (střídala se) |